# El cielo gira
El cielo gira és una pel·lícula de 2004 dirigida per Mercedes Álvarez i protagonitzada per Antonino Martínez, José Fernández, Silvano García, Sara García Cámbara i Cirilo Fernández, entre d'altres.

## Direcció i realització
Mercedes Álvarez (muntadora del llargmetratge documental de l'any 2001 En construcció, dirigit per José Luis Guerín), directora d'aquest documental, torna als seus orígens per a contemplar l'extinció d'un poble al mateix temps que intenta recuperar les imatges del mateix lloc quan encara desbordava vida, quan, a principis de segle, el poble comptava amb quatre-cents habitants. La intenció de la narradora no és una altra que mostrar la decadència del poble, la seva desaparició, però captar-la mentre ocorre, no a posteriori, per tal de deixar els fets ancorats en la memòria. Una història extrapolable als molts pobles fantasma que hi ha a Espanya que no sols obliden la seva història, sinó també el seu paisatge.

### Sinopsi
Només queden 14 habitants en el petit poble d'Aldealseñor, una localitat dels erms alts de la província de Sòria. Pertanyen a l'última generació després de mil anys d'història ininterrompuda, i és molt probable que la vida del poble s'extingeixi amb ells. Els veïns d'aquest lloc comparteixen una cosa important amb el pintor, gairebé cec, Pello Azkera: que les coses han començat a desaparèixer davant d'ells.

## Premis
Medalles del Cercle d'Escriptors Cinematogràfics
| Categoria         | Persona                                                           | Resultat   |
| ----------------- | ----------------------------------------------------------------- | ---------- |
| Millor pel·lícula | -                                                                 | Nominada   |
| Millor director   | Mercedes Álvarez                                                  | Nominada   |
| Premi revelació   | Mercedes Álvarez                                                  | Guanyadora |
| Millor fotografia | Alberto Rodríguez                                                 | Nominat    |
| Millor muntatge   | Sol López i Guadalupe Pérez, amb Julia Juániz i Laurent Duffreche | Guanyadora |

Premis Turia al millor documental (2006)
Festival de Cinema de Tribeca (nominada al Premi del Jurat)
Premi Internacional Terenci Moix al director novell
Buenos Aires Festival Internacional de Cine Independiente (premi a la millor pel·lícula)
Festival Internacional de Cinema de Rotterdam (Premi Tigre)